# Ніпіссінг (озеро)
Озеро Ніпіссінг (англ. Lake Nipissing; [ˈnɪpəsɪŋ]) (фр. Lac Nipissing) — озеро у складі канадської провінції Онтаріо. Розміри озера 65 x 25 км, глибина 4,5 м.
Над озером розташовані міста Норт-Бей і Вест-Ніпіссінг. Озеро дуже популярне місце для спортивного рибальства, у озері — понад 40 види риб, включаючи малоротих окунів та щуку звичайну.

## Історія

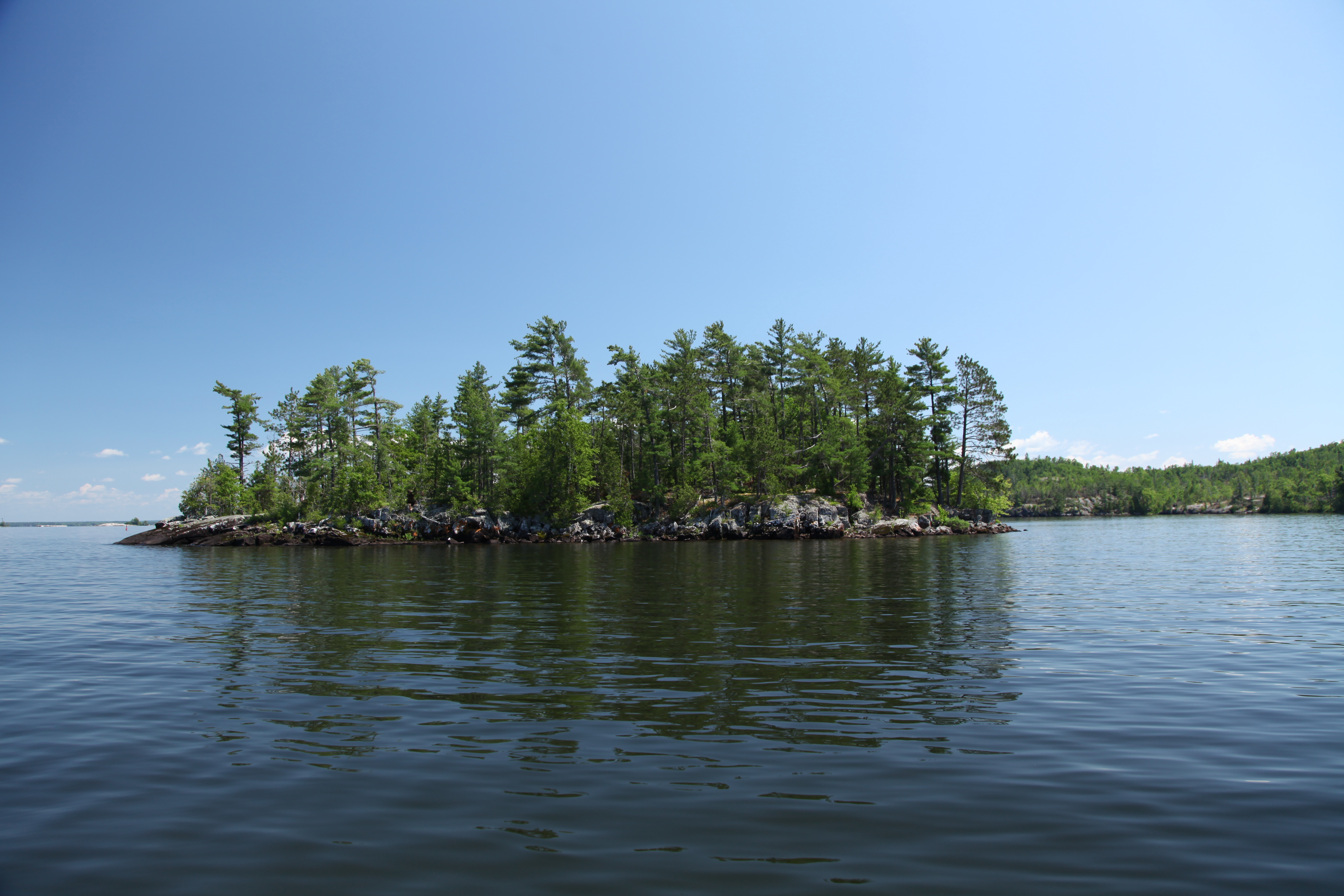
Острів в Озері Ніпіссінг

Мовою оджибве назва озера означає «Велика Вода». У 1610 році до озера прибув француз Етьєн Брюле (фр. Étienne Brûlé) і став першим європейцем-дослідником, який висадився на ньому. Озеро Ніпіссінгз озерами Гурон, Мічиган, озером Верхнім, озерами Ніпігон і Сімко були частиною древнього Алгонкінського озера (англ. Glacial Lake Algonquin), доки льодовик не відступив приблизно 4 000 років тому. Ніпіссінгє частиною мезозойської рифтової долини Оттава-Боннечер Грабен (англ. Ottawa-Bonnechere Graben), яка сформувалася 175 мільйонів років тому.